# Bhutan Airlines
Bhutan Airlines ist die erste und einzige private bhutanische Fluggesellschaft mit Sitz in Paro und Basis auf dem Flughafen Paro.

## Geschichte
Bhutan Airlines wurde unter dem Namen Tashi Air 2011 gegründet und führte ihren Erstflug am 7. Dezember desselben Jahres durch. Die Fluggesellschaft gehört zur Tashi Group.

## Flugziele
Bhutan Airlines fliegt im Linienverkehr ganzjährig nach Indien, Nepal und Thailand. Die Gesellschaft verbindet Paro mit Delhi, Kolkata und Gaya (Indien) sowie Kathmandu und Bangkok; Flüge nach Dhaka, Yangon und Singapur sind geplant.

## Flotte
Mit Stand November 2022 besteht die Flotte der Bhutan Airlines aus zwei Flugzeugen mit einem Durchschnittsalter von 13 Jahren:
| Flugzeugtyp     | Anzahl | Luftfahrzeugkennzeichen | Anmerkungen |
| --------------- | ------ | ----------------------- | ----------- |
| Airbus A319-100 | 2      | A5-DOR                  |             |
| Airbus A319-100 | 2      | A5-RIM                  |             |